# جیک هولمز
جیک هولمز (انگلیسی: Jake Holmes؛ زادهٔ ۲۸ دسامبر ۱۹۳۹) یک موسیقی‌دان اهل ایالات متحده آمریکا است.